# 盖斯·约翰逊
小盖斯·约翰逊（英語：Gus Johnson Jr.，1938年12月13日—1987年04月29日），美国前职业篮球运动员。他在1963年的NBA选秀中第2轮第10顺位被巴尔的摩子弹选中。